# NGC 1451
NGC 1451 ist eine elliptische Galaxie vom Hubble-Typ E/S0 im Sternbild Eridanus südlich des Himmelsäquators. Sie ist schätzungsweise 173 Millionen Lichtjahre von der Milchstraße entfernt und hat einen Durchmesser von etwa 40.000 Lichtjahren. Die Galaxie gilt als Mitglied der NGC 1417-Gruppe oder LGG 103. 

Wahrscheinlich bildet sie gemeinsam mit NGC 1441, NGC 1449 und NGC 1453 ein gravitativ gebundenes Quartett.
Das Objekt wurde am 9. Oktober 1864 vom deutsch-dänischen Astronomen Heinrich Louis d’Arrest entdeckt.